# Pinball (singolo Brian Protheroe)
Pinball è il primo singolo del cantautore e attore britannico Brian Protheroe, pubblicato nell'agosto del 1974. Fu la sua unica hit, grazie alla quale riuscì a toccare, a settembre di quell'anno, il numero 22 della UK Singles Chart, e ad acquisire in madrepatria una certa fama, accresciuta negli anni successivi dal lavoro come attore, in particolare teatrale. 

## Composizione

### Antefatti
Brian Protheroe era appassionato di musica fin dall'età di dodici anni: dopo aver imparato a suonare la chitarra acustica e il pianoforte, prese parte ad alcune piccole band folk del Wiltshire, quali i The Coasters e Folk Blues Incorporated. Tuttavia verso la metà degli anni sessanta, preferì dedicarsi al mestiere di attore teatrale, entrando a far parte di alcune compagnie amatoriali della natia Salisbury: nel biennio 1966-1967 recitò infatti regolarmente al Salisbury Playhouse, soprattutto in spettacoli di repertorio. Nel 1968 decise di fondare una propria troupe e lasciare la città: trasferitosi a Lincoln, incontrò lo scrittore e attore Martin Duncan, con cui strinse una solida amicizia e col quale avrebbe collaborato nella stesura della maggior parte delle sue canzoni. Nel 1968 comparve per la prima volta in una produzione televisiva, la serie drammatica Frontier del 1968 della Thames Television, e nel 1970 riuscì ad entrare nel cast della versione del Theatre Royal di Bath di Sogno di una notte di mezza estate, per la quale fu incaricato di scrivere anche le musiche. Nel 1973 fu in un episodio della seconda stagione del poliziesco antologico Poliziotti in cilindro: i rivali di Sherlock Holmes (trasmesso da ITV), e venne preso dal commediografo William Fairchild per ricoprire il ruolo di un cantante pop nel suo Death on Demand: dopo averlo scritturato, gli assegnò un testo col compito di musicarlo. Un rappresentante della Chrysalis Records rimase così impressionato dal risultato che decise di mettere sotto contratto Protheroe come cantautore e di spronarlo a produrre altre canzoni.

### Testo

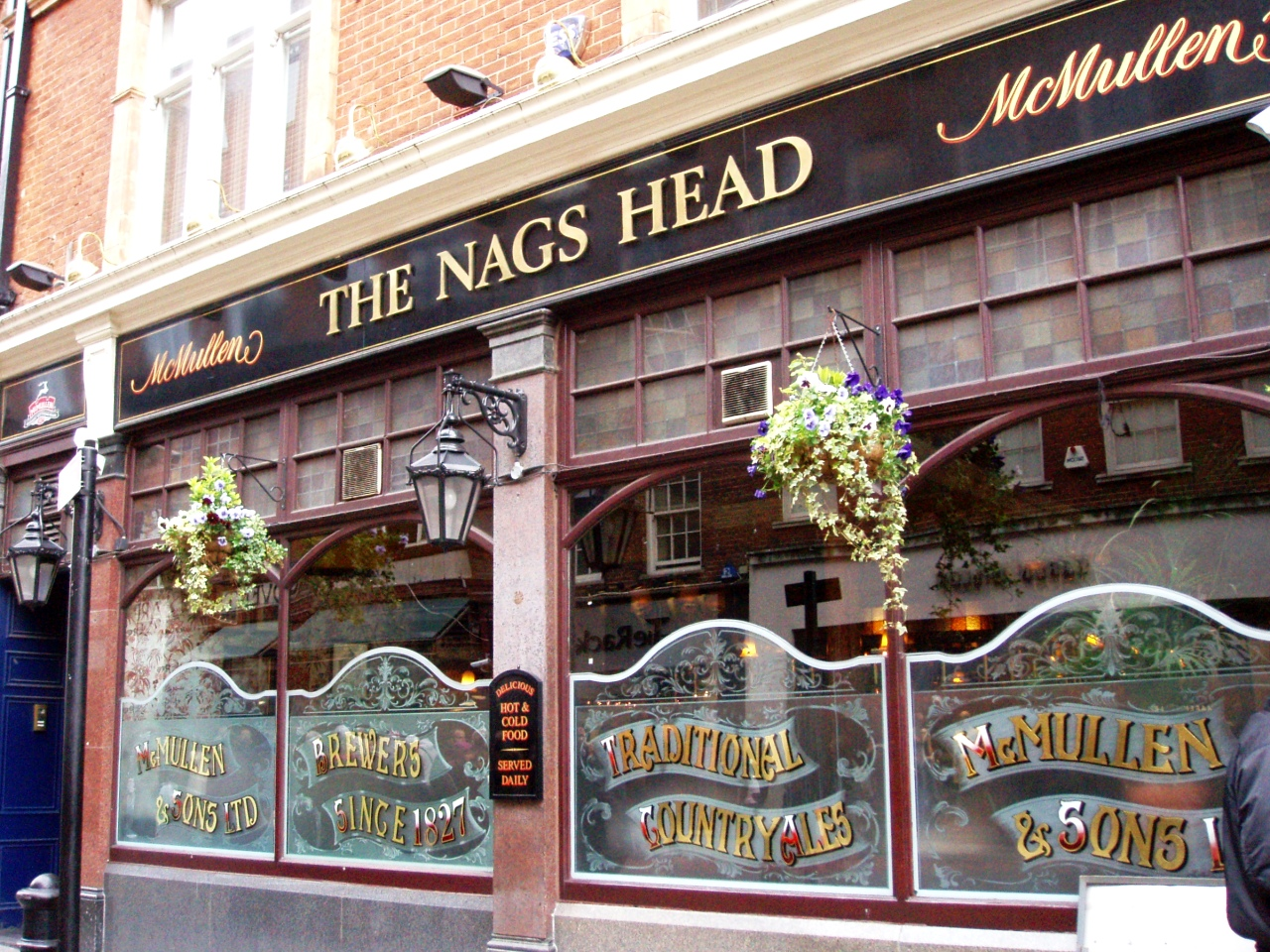
Un pub di Covent Garden

Brian Protheroe, nelle linee di copertina dell'antologia Pinball and Other Stories del 2006, raccontò che:

## Lista delle tracce
Testi e musiche di Brian Protheroe.

### 7": CHS.2043 (UK)
1. Pinball – 3:05
2. Money Love – 3:19

### 7": 6155035 (Italia, Germania e Paesi Bassi)
1. Pinball – 3:05
2. Money Love – 3:19

### 7": 13471-A (Spagna)
1. Pinball – 3:05
2. Money Love – 3:19

### 7": CHA 125 (Francia)
1. Pinball – 3:05
2. Money Love – 3:19

### 7"/45 giri: CRS 2104 (USA)
1. Pinball (Stereo) – 3:10
2. Pinball (Mono) – 3:10